# Domrémy-la-Pucelle
Domrémy-la-Pucelle község Lotaringia régióban, Vosges megyében, Franciaország északkeleti részén.
A falut eredetileg Domrémy-nek nevezték, itt született Jeanne d’Arc. A Domrémy-la-Pucelle névre később nevezték át, Jeanne la Pucelle d'Orléans („az orléans-i szűz”) beceneve után.

## Földrajza
Domrémy a Maas (Meuse) völgyében, annak felső folyásánál helyezkedik, Coussey-től északra. A falu környéke magába foglal egy kis fával borított dombot nyugatra a házaktól, mely 407 m magas és Domrémy Ligetként ismert. A dombról rálátni a szomszédos kicsi falura, Les Roises-re.

## Demográfia
| \| Év \| Lakosság \| \| ---- \| -------- \| \| 1962 \| 210 \| \| 1968 \| 225 \| \| 1975 \| 222 \| \| 1982 \| 199 \| \| 1990 \| 182 \| \| 1999 \| 167 \| \| 2006 \| 155 \| |          |
| Év | Lakosság |
| 1962 | 210      |
| 1968 | 225      |
| 1975 | 222      |
| 1982 | 199      |
| 1990 | 182      |
| 1999 | 167      |
| 2006 | 155      |

## Nevezetességei
A falu rendelkezik néhány középkori épülettel, köztük Jeanne d’Arc szülőházával, mely ma múzeum és a templommal, ahol megtalálható az a keresztelőkút is, melyben megkeresztelkedett.

## Galéria

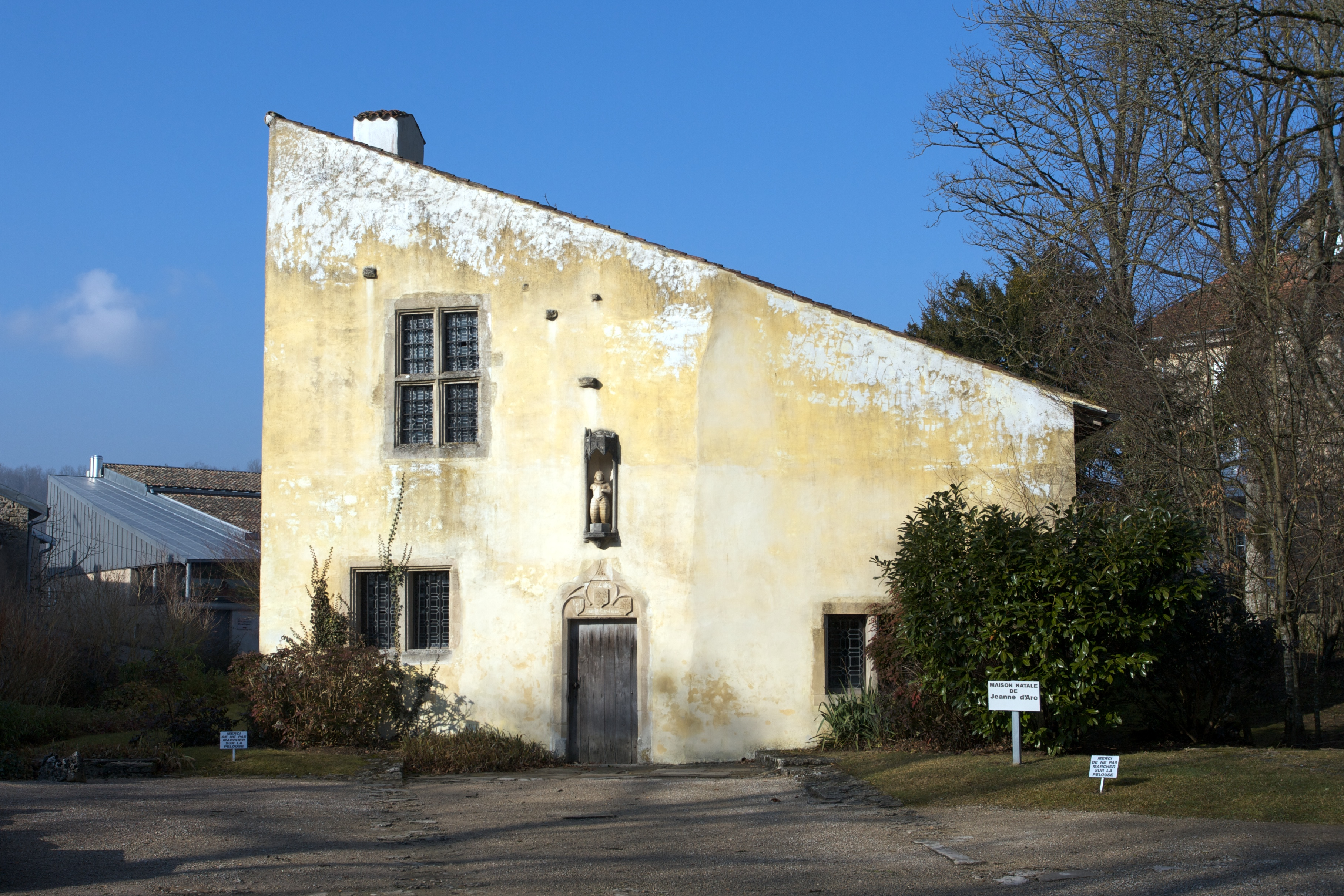
Jeanne d’Arc szülőháza, ma múzeum
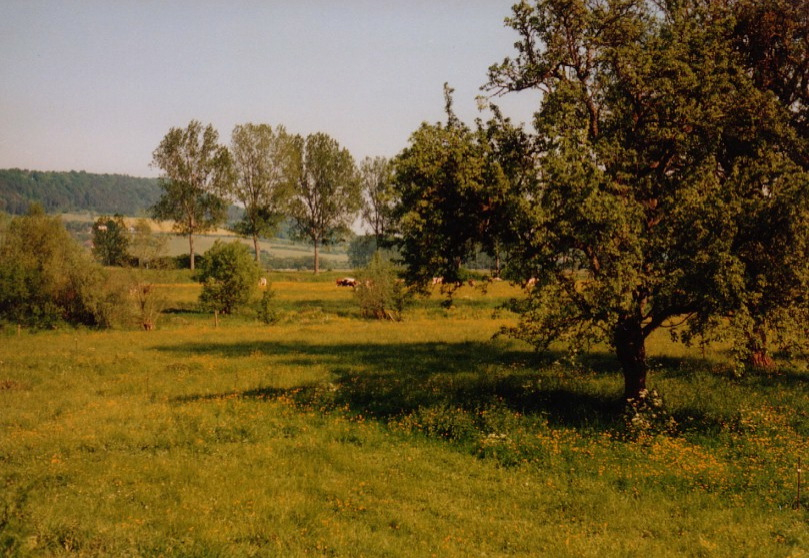
Domrémy-la-Pucelle környéki táj
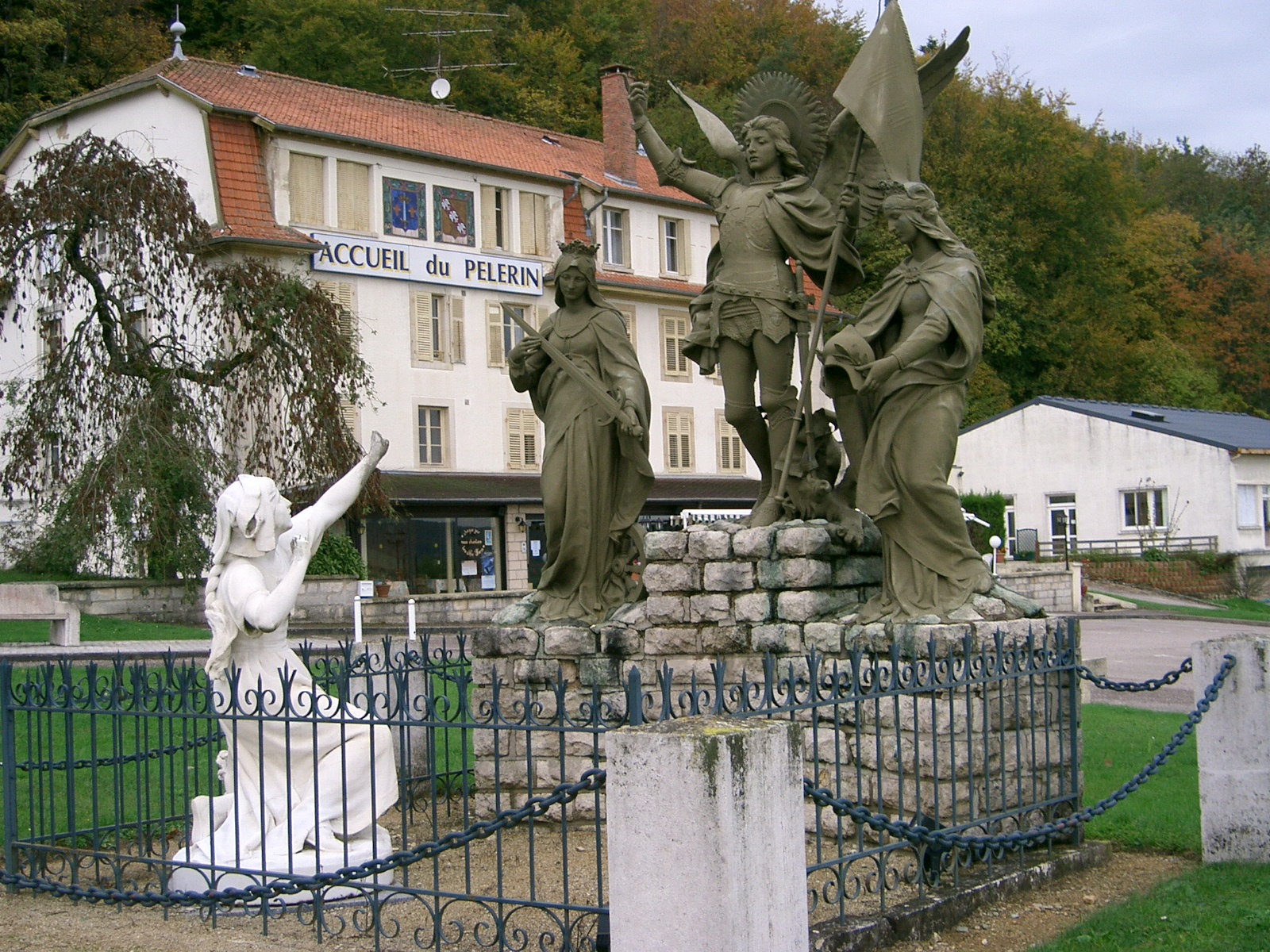
Jeanne d’Arc szobra
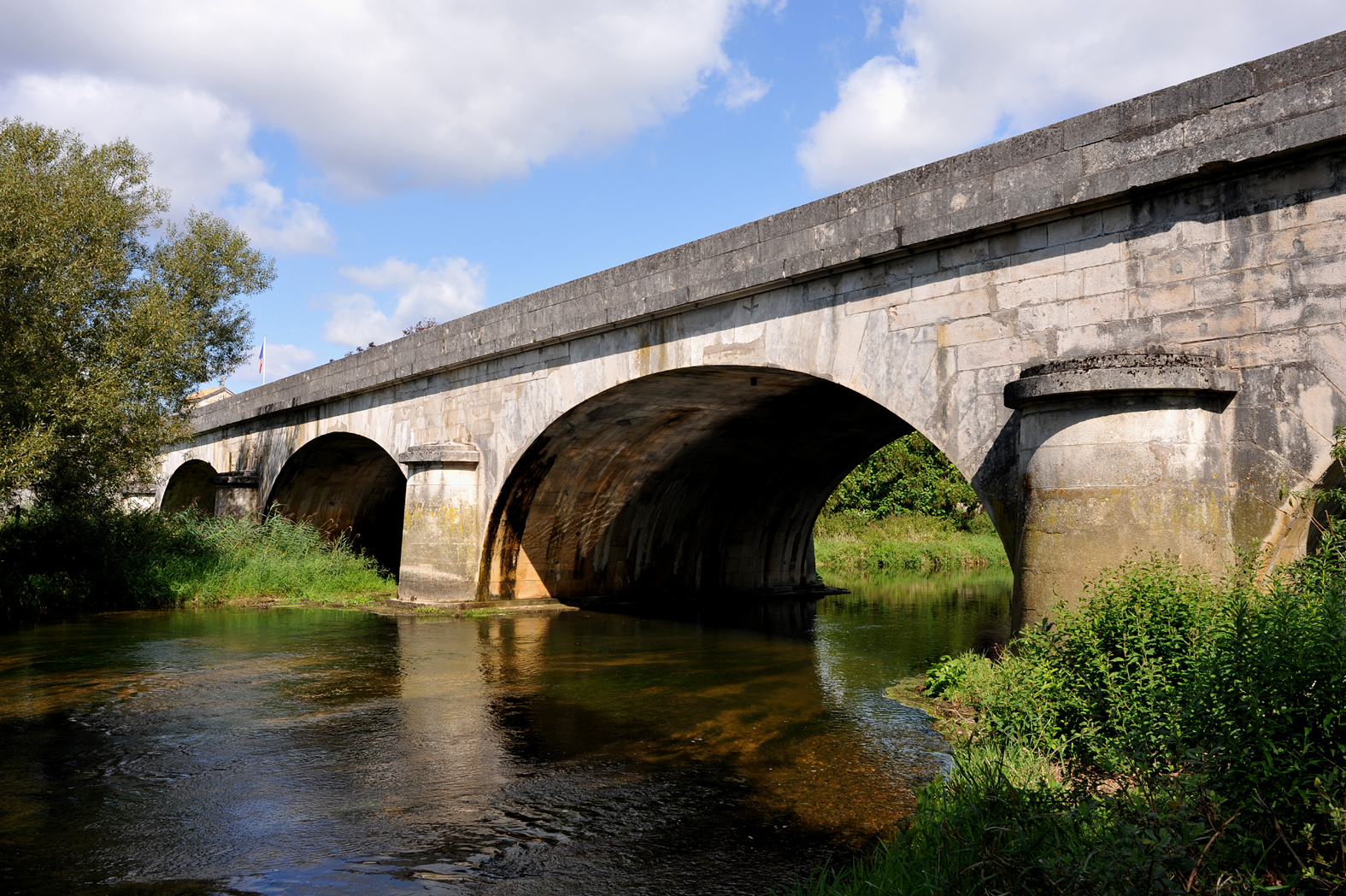
Híd a Meuse folyón
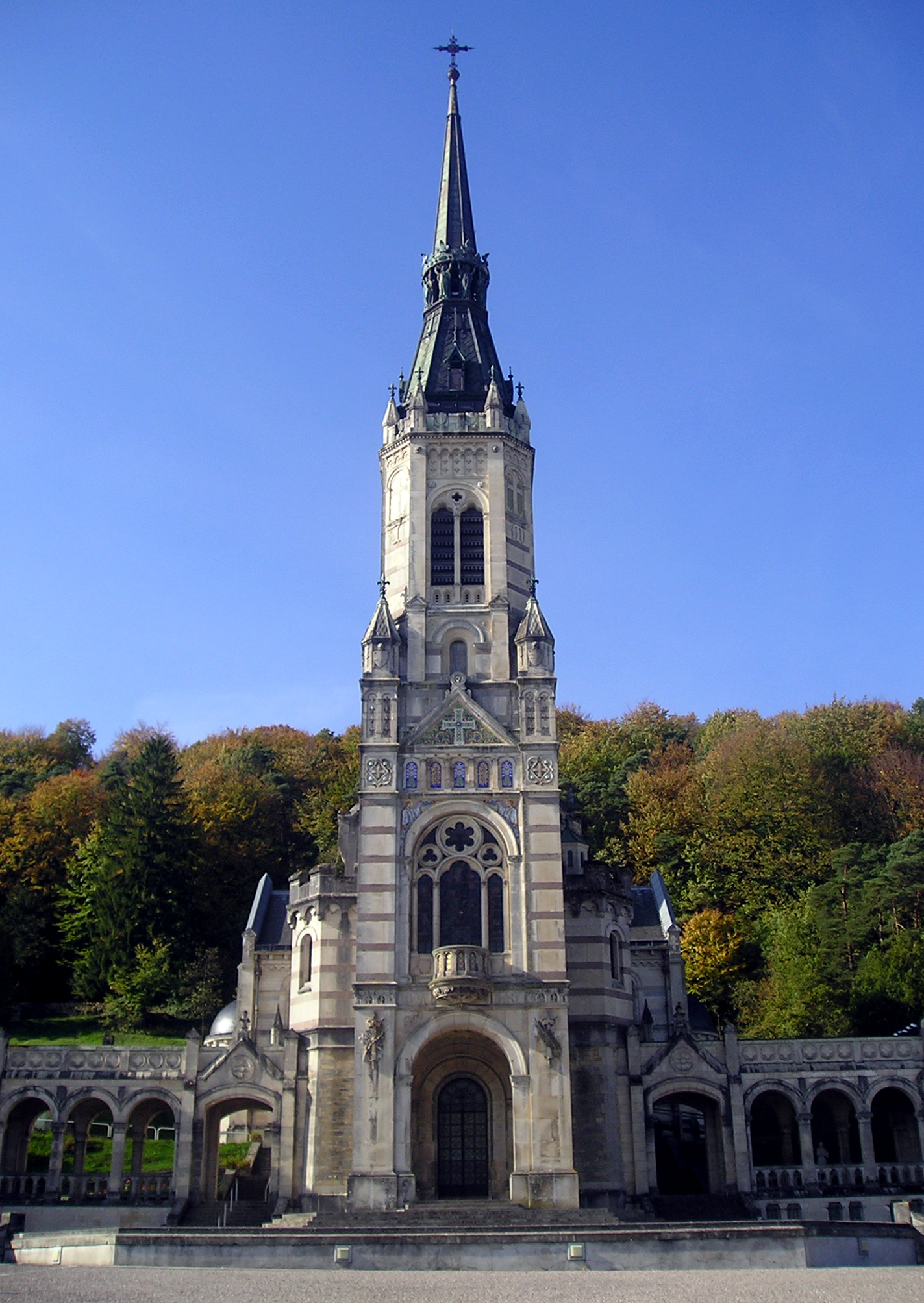
A Bois Chênu bazilika
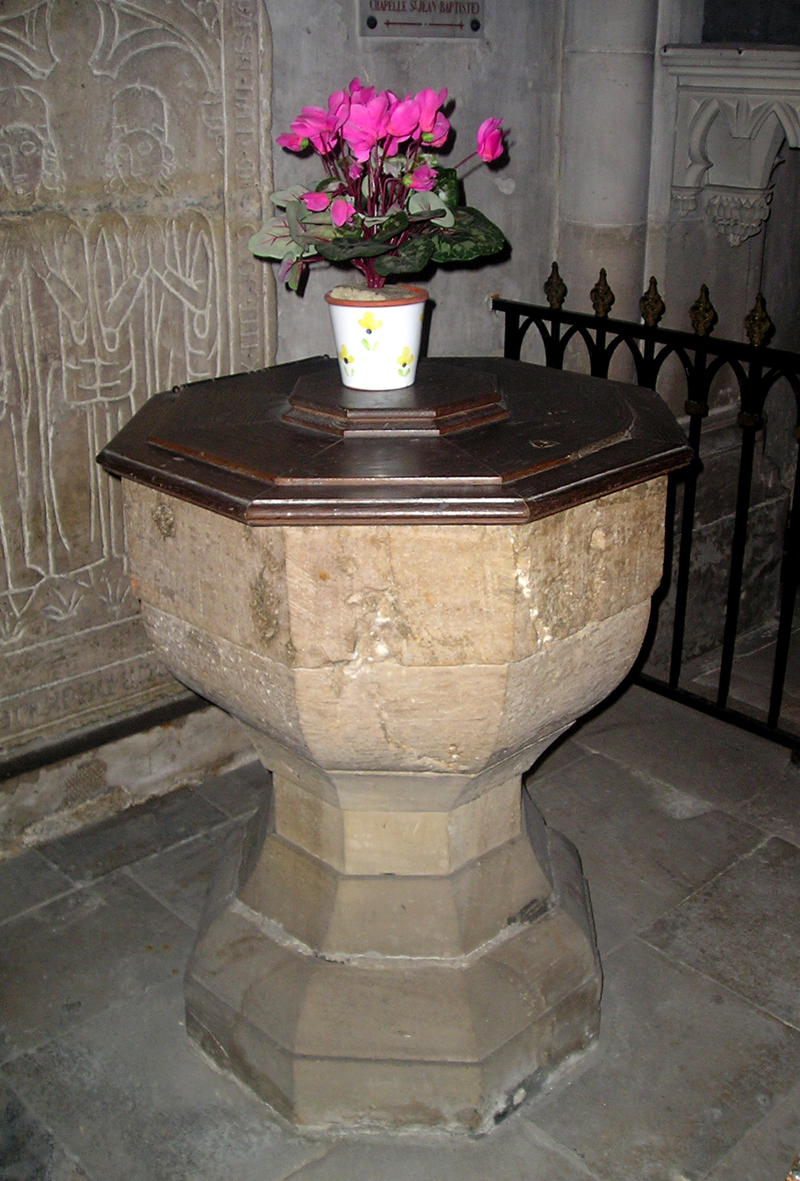
A kút, ahol Jeanne d’Arc megkeresztelkedett

## Külső hivatkozások
- Domrémy-la-Pucelle és a Saint-Rémy templom (franciául) (angolul)